# Patea (fleuve)
Le Patea (anglais : Patea River) est un cours d’eau des districts de South Taranaki et Stratford, dans la région de Taranaki, dans l’Île du Nord de la Nouvelle-Zélande.

## Géographie
Il s’écoule sur 105 kilomètres à partir des pentes est du mont Taranaki/Egmont (2 518 m), passant à l’est de Stratford, avant de sinuer vers le sud et d’atteindre la côte au niveau de South Taranaki Bight près de la ville de Patea.
La rivière fut la porte d’entrée initiale du District de South Taranaki à la fois pour les Māori puis pour les Européens. Dans les premiers temps de la colonisation de la Nouvelle-Zélande, la rivière Patea définissait (de 1841 à 1853 ) la frontière entre les provinces de ‘New Ulster’ et de ’New Munster’ – voir Provinces de Nouvelle-Zélande.

## Aménagements et écologie
De nombreuses personnes apprécient les joies du canoing sur la rivière Patea car c’est la seule rivière navigable de la région du District de South Taranaki.
Le lac de Rotorangi, sur le trajet de la rivière, est le plus long des lacs artificiels créés par l’homme en Nouvelle-Zélande et il s’étend sur 46 km, en amont du barrage de Patea Dam. Il fut construit par le « Egmont Electric Power Board » entre 1979 et 1984. Un accès intéressant par le sud passe par la route dite “ Ball Road » à travers les villes d’ Alton et de Hurleyville. Il existe une terrain de camping libre avec des installations de toilettes au niveau du barrage.

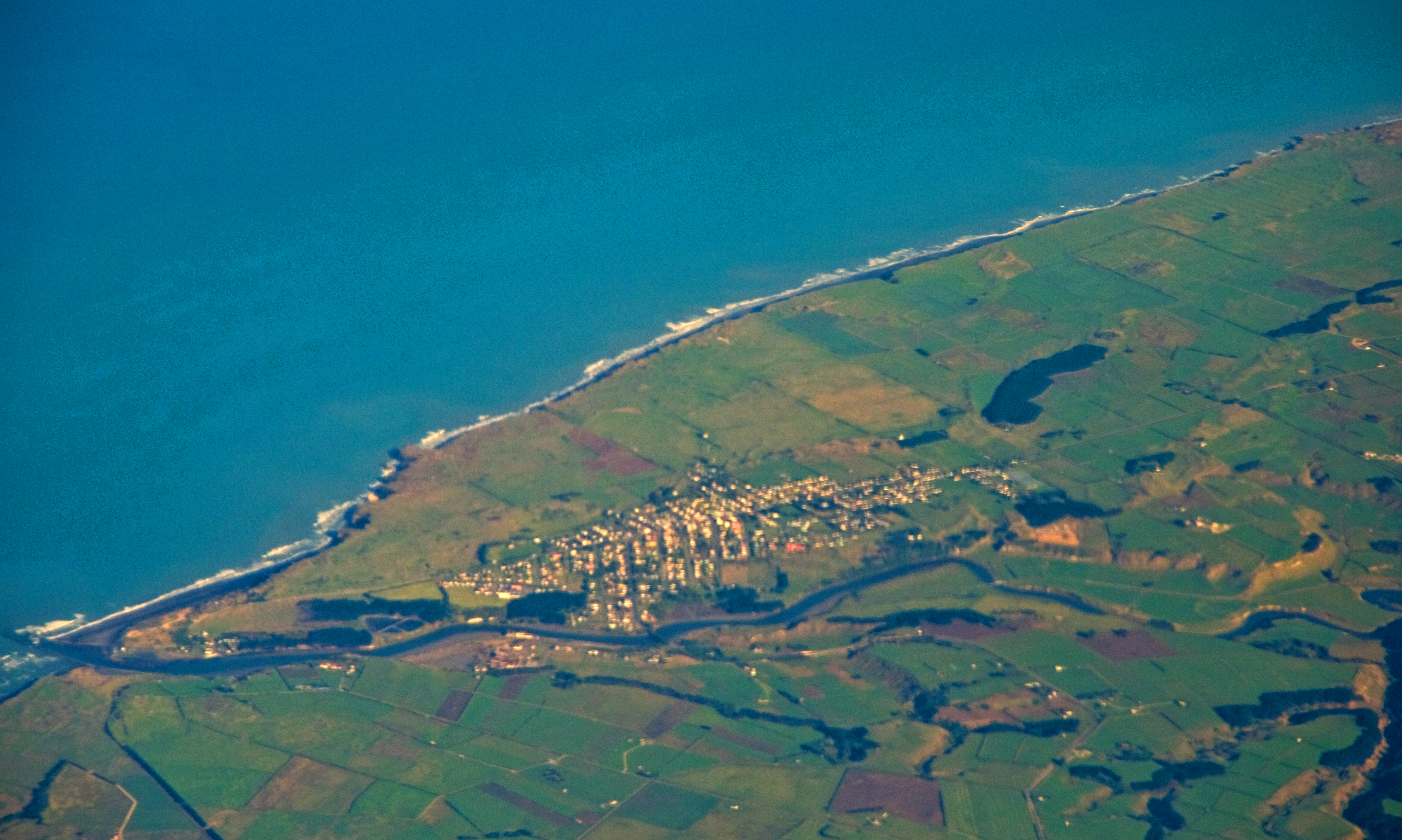
Ville de Patea près de l'embouchure du fleuve Patea.